# Kanton Ollioules
Kanton Ollioules (fr. Canton d'Ollioules) je francouzský kanton v departementu Var v regionu Provence-Alpes-Côte d'Azur. Tvoří ho čtyři obce.

## Obce kantonu
- Bandol
- Évenos
- Ollioules
- Sanary-sur-Mer